# Masturbace
Masturbace je druh sexu, který v úzkém slova smyslu označuje sexuální vzrušování pohlavních orgánů ženy nebo muže rukou, ať už se provádí jako autoerotismus, nebo s partnerem/kou. V širším slova smyslu označuje i jiné formy nepenetrativního pohlavního styku.

## Etymologie
Z lat. manus (ruka) a turbare (rušit, dráždit) – tedy dráždit rukou. (Podle jiného výkladu mas (muž) a turbare – tj. rušit, porušovat mužství nebo vzrušovat mužství.) Synonymním výrazem je ipsace (z lat. ipso – sám), dříve také samohana. Používá se též termín onanie podle biblické postavy Ónana. Ónan však nemasturboval, ale praktikoval přerušovanou soulož.

## Masturbace
| Věk       | Muži % | Ženy % |
| --------- | ------ | ------ |
| 10 a méně | 7,4    | 9,4    |
| 11        | 2,2    | 3,0    |
| 12        | 12,1   | 6,9    |
| 13        | 18,6   | 10,1   |
| 14        | 23,7   | 14,8   |
| 15        | 17,0   | 12,6   |
| 16        | 9,5    | 9,4    |
| 17        | 3,1    | 6,7    |
| 18        | 2,9    | 3,9    |
| 19 a více | 2,5    | 23,4   |

| Věk       | Muži % | Ženy % |
| --------- | ------ | ------ |
| 15–17     | 87,7   | 78,9   |
| 18–29     | 58,6   | 52,3   |
| 30–44     | 51,7   | 48,5   |
| 45–59     | 46,0   | 43,5   |
| 60 a více | 27,8   | 29,2   |

| Věk       | Muži % | Ženy % |
| --------- | ------ | ------ |
| 15–17     | 74,4   | 33,9   |
| 18–29     | 82,4   | 64,1   |
| 30–44     | 88,1   | 57,1   |
| 45–59     | 87,2   | 52,6   |
| 60 a více | 74,5   | 33,2   |

Masturbace hraje v sexuálním životě člověka důležitou roli. Může být praktikována jako automasturbace, nebo formou heterosexuální, či homosexuální. Sexualita člověka je v podstatě založena na masturbaci a souložení, přičemž lidská ruka je všestranným nástrojem. Z doby, kterou člověk věnuje sexu, připadá pouze desetina na souložení a devět desetin na masturbaci. Většina mužů i žen (80–90 %) bez ohledu na stáří, rasu, náboženství atd. praktikuje nebo praktikovala autoerotismus neboli automasturbaci, která už dávno není považována za zdraví škodlivou.
Autoerotismus u muže spočívá v ruční masturbaci pyje a u ženy v ruční masturbaci poštěváčku a v zavádění předmětů tvaru mužského penisu (tzv. robertek aj.) do pochvy.
Někteří sexuologové v současnosti zastávají názor, že masturbace je zdraví prospěšná. Na veřejnosti může být projevem exhibicionismu.
Heterosexuální masturbace sensu stricto (tj. masturbace rukou) spočívá v tom, že žena vzrušuje rukou pyj partnera a že muž laská vulvu a především klitoris partnerky a také její pochvu. V širším smyslu zahrnuje masturbace cunnilingus a felaci a také všechny ostatní způsoby sexuálních styků, které nevyžadují aktivní účast pyje.
Podle výzkumu Českého sexuologického ústavu, provedeného v roce 1994, má zkušenosti s masturbací významně více mužů než žen. Muži i ženy začínají masturbovat okolo 14. roku, ale čtvrtina žen poprvé masturbuje až kolem 18. roku života. Ženy masturbují méně často než muži. S věkem frekvence masturbace klesá, u mužů rychleji. Výsledky českého výzkumu odpovídaly výsledkům podobných šetření ve Francii a USA. Podle soudobých průzkumů se ženy věnují masturbaci jednou týdně, muži pak cca 2,6× za týden.
V minulosti byla masturbace kvůli velkému vlivu některých, k tomuto fenoménu netolerantních, náboženství zakazována (tabu). I dnes jsou podobné odsuzující názory v některých společnostech pokládány za správné. Naproti tomu v některých kulturách mohla být masturbace součástí náboženské sféry – tak tomu bylo u mužské masturbace např. ve starověkém Egyptě v návaznosti na tamní mýtus o stvoření světa bohem Atumem prostřednictvím sebeukojení.

## Masturbace jako sport
V květnu 2008 se konal světový masturbační maraton v Kodani; držitelem českého rekordu v masturbaci se zde stal František Klimeš s časem 8 hodin a 5 minut, se kterým obsadil druhé místo. (Světový rekord pro rok 2008 činil 9 hodin a 33 minut.)

## Léčba masturbace
| Proti těm, kdož by chtěli tvrditi, že onanie nemá žádného škodlivého vlivu na nervovou soustavu, možno postaviti jako corpus delicti notorické onanisty. Již ten jejich pohled zdá se býti jakoby blbým. Pamět jejich jest slabou, obličej bledý a zrak k zemi upřený, jako by si netroufali pohlédnouti do očí svým bližním. Jestli někteří lékaři upírají neblahý vliv onanie na duševní kvalitu, není sporu o tom, že zanechává nebezpečné následky na ústrojí pohlavním. Ti, kdož dlouho holdovali onanii, stávají se brzy impotentnimi, t.j. nejsou vstavu normálně obcovati. Odvykli ženě a ta je neuvede v rozčilení. Jsou známy případy, kdy již ve 30 letech nebyl onanista schopen normálního obcování. |
| Červánky – časopis pro šíření osvěty a hájení pravdy, ročník XXVI., 1914 |

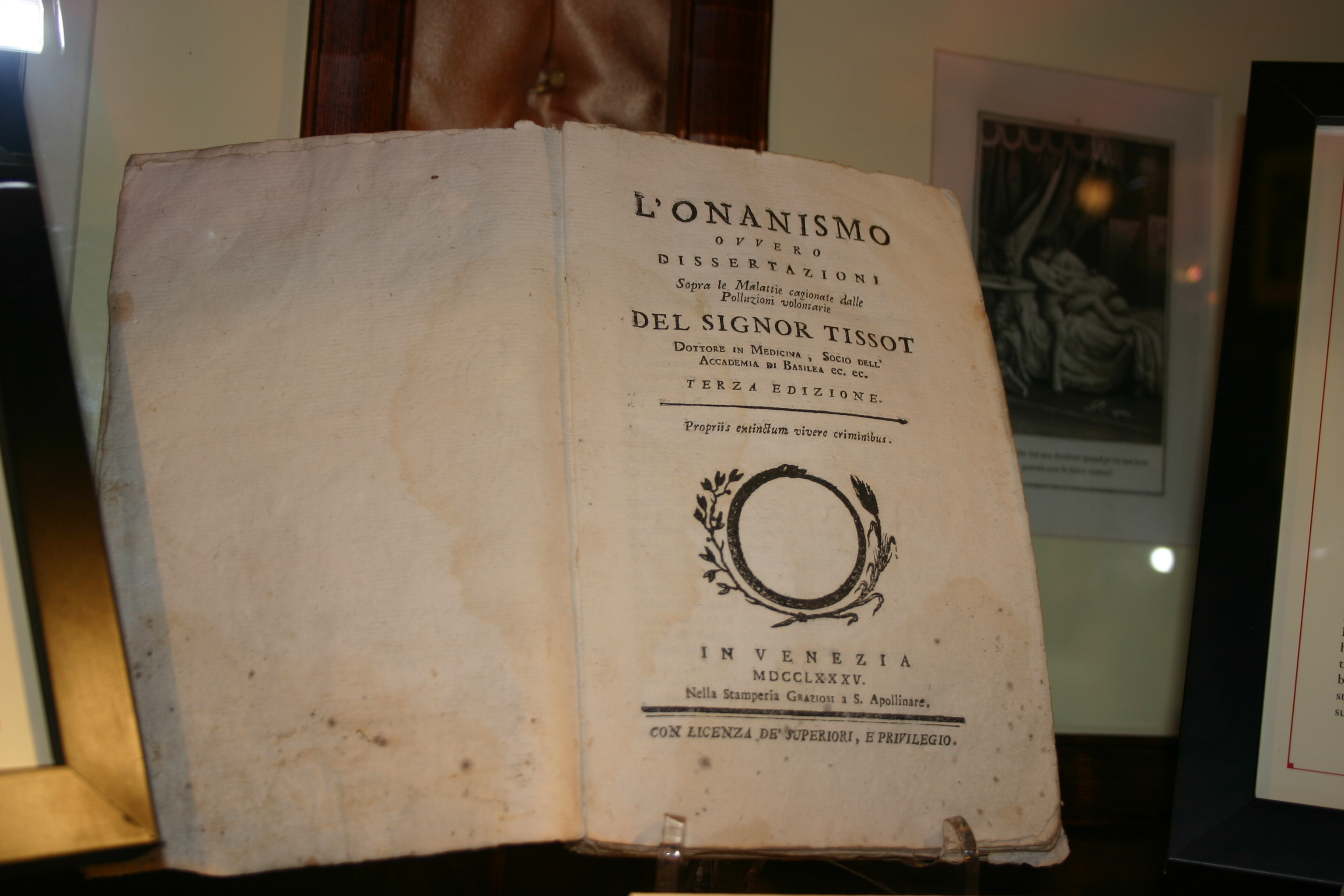
Onanismus – kniha, která se na dlouhá léta stala základním dílem, z něhož vycházely pokusy o léčbu onanie.

Na konci 18. století švýcarský lékař Samuel Tissot prohlásil masturbaci za příčinu nespočtu fyzických i duševních chorob a zahájil snahu o její léčení, která pokračovala až do padesátých let 20. století. Dalšími významnými spisy o léčbě masturbace jsou anonymní Onania: or the Heinous Sin of Self-Pollution, and AU Its Frightful (1730), a de Bienvillova Nymphomania (1771) líčící potíže s furorem uterinus (běsem děložním). Metody léčby zahrnovaly celou škálu různých postupů od prostého svazování penisu chlapcům, nasazování nejrůznějších pásů cudnosti (včetně ostnatých, které měly chlapci způsobit bolest při erekci), až po ústavní léčbu, skotské střiky, elektrošoky či kastraci. V roce 1859 zkonstruoval E. T. Cramer mechanismus nazvaný aidousoter, který si chlapci museli povinně nasazovat na noc.

## Masturbace a náboženství

### Křesťanství
Podle některých křesťanských autorů je masturbace symptomem poruchy mezilidských vztahů. Někteří autoři tvrdí, že masturbace vyskytuje především u dětí vystavených krutému zacházení a stresu a při častější frekvenci masturbace hovoří o „masturbační krizi“, která musí být léčena; základní metodou pomoci je dát poznat mladému člověku jeho základní životní problémy, které se stávají „hlubšími principiálními příčinami“ autoerotického chování.

#### Římskokatolická církev
Oficiální Katechismus katolické církve uvádí o masturbaci v paragrafu 2352 toto (a tento názor je možno považovat za oficiální postoj katolické církve): Výrazem sebeukájení (masturbace) se míní úmyslné vydráždění pohlavních orgánů s cílem zakoušet pohlavní rozkoš. „Jak učitelský úřad církve, v linii stálé tradice, tak i mravní smysl věřících bez váhání tvrdily, že sebeukájení je skutek vnitřně a těžce nezřízený.“ – „Vědomé užívání pohlavních schopností z jakýchkoliv důvodů mimo normálních manželských vztahů podstatně odporuje jejich účelu (zaměření). Vyhledává se v něm pohlavní rozkoš mimo pohlavní vztah požadovaný mravním řádem, totiž takový, který v souvislosti pravé lásky uskutečňuje plný smysl vzájemného sebedarování a lidského plození“. K vytvoření správného úsudku o mravní odpovědnosti jednotlivců a ke správné orientaci pastorální činnosti je třeba brát v úvahu citovou nezralost, sílu získaných návyků, stavů úzkosti nebo jiných psychických či sociálních činitelů, které mohou vinu zmenšovat, případně i na nejmenší míru.

### Judaismus
Judaismus považuje mužskou masturbaci za těžký hřích. Podle Talmudu by muži měla být ruka, jíž si „šmátrá pod pupkem“, useknuta. Vztah k ženské masturbaci tak jasně vymezen není, zcela jistě se však jedná o hřích nečistých myšlenek.

### Islám
Podle hadísu Hasana ibn Arfaha Prorok Mohamed pravil: „Sedm jest lidí tak odpudivých, že Bůh nepohlédne na ně v Soudný den: 1. onanista; 2. sodomita; 3. ten, na němž byla sodomie učiněna; 4. alkoholik; 5. člověk, jenž bije své děti, až křičí o pomoc; 6. člověk, jenž ubližuje svým sousedům, až mu zlořečí; 7. člověk, který má poměr se ženou svého souseda.“

### Taoismus
Někteří učitelé a vyznavači tradiční čínské medicíny, taoistické meditace a bojových umění tvrdí, že masturbace mužům způsobuje snížení hladiny energie a oslabení „zdroje qi“ z dantianu, energetického centra v podbřišku. Sex s partnerem prý takto nepůsobí, protože partneři si qi vzájemně doplňují. Uvádí se také, že muži by nejméně 48 hodin po masturbaci neměli cvičit bojová umění.
Podobně někteří taoisté důrazně nedoporučují ani ženskou masturbaci. Ženám dovolovali, aby na sobě praktikovaly masážní techniky, ale zároveň je poučovali, aby v případě prožívání pocitu rozkoše nemyslely na sexuální témata. V opačném případě se ženě „doširoka rozevřou stydké pysky a vytečou sexuální sekrety“ a žena ztratí část své životní síly, což ji může stát nemoc a zkrácení života.

### Buddhismus
Nejrozšířenější formulací buddhistické etiky je Pět přikázání. Tato přikázání mají podobu dobrovolných osobních závazků, nikoli božského příkazu nebo pokynu. Třetí přikázání zní: „Zdržet se sexuálního přestupku.“ Různé školy buddhismu však mají odlišný výklad toho, co je sexuální přestupek.
V mahájánové sútře Upāsakaśīla je masturbace charakterizována jako sexuální přestupek: „Pokud je sex provozován v nevhodnou dobu (dobu, která není povolena přikázáními), [na] nevhodném místě (místě, které není povoleno přikázáními), s ne-ženou, s pannou, s vdanou ženou, nebo pokud se sex týká vlastního těla, je znám jako sexuální přestupek.“
Nicméně někteří současní buddhističtí autoři naznačují, že masturbace je pro laika v podstatě neškodná.

## Fotogalerie

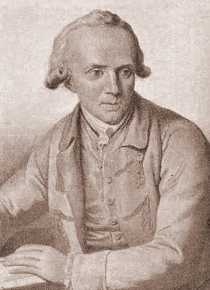
Samuel Tissot (1728–1797) – otec boje proti masturbaci.
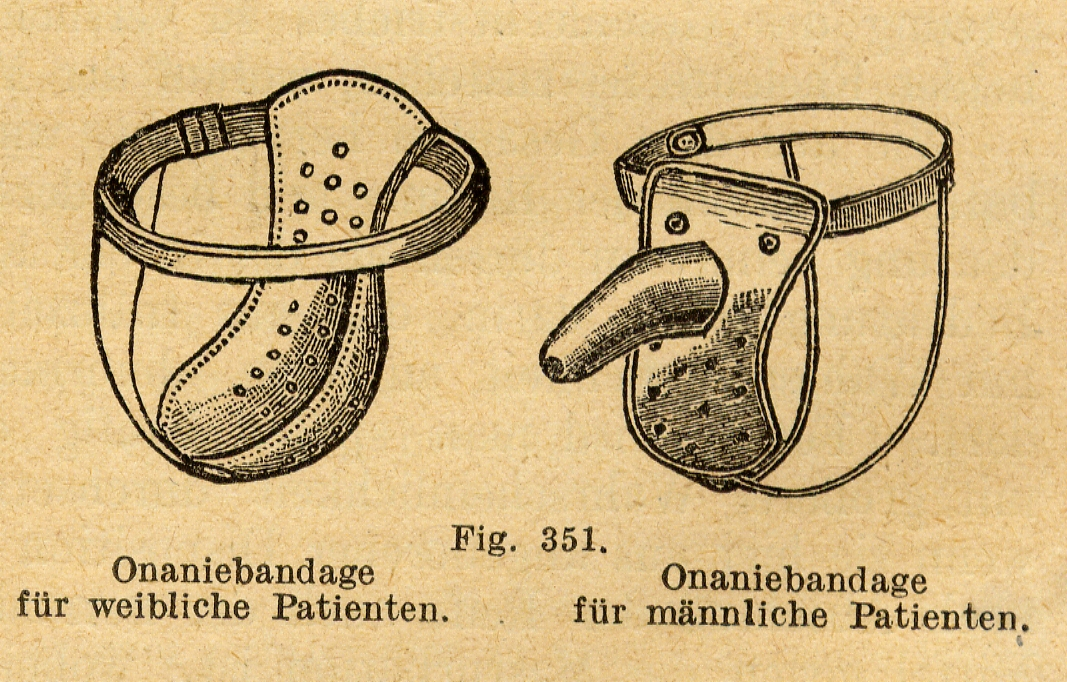
Protimasturbační pásy Alberta Molla, 1926.
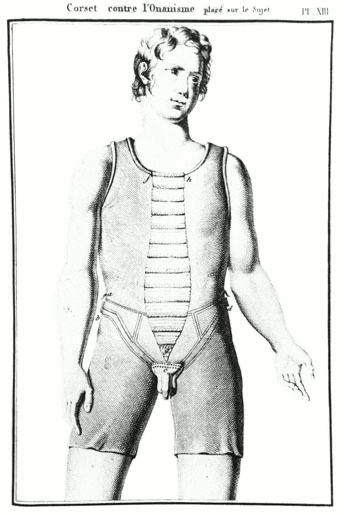
Korzet pro onanisty.
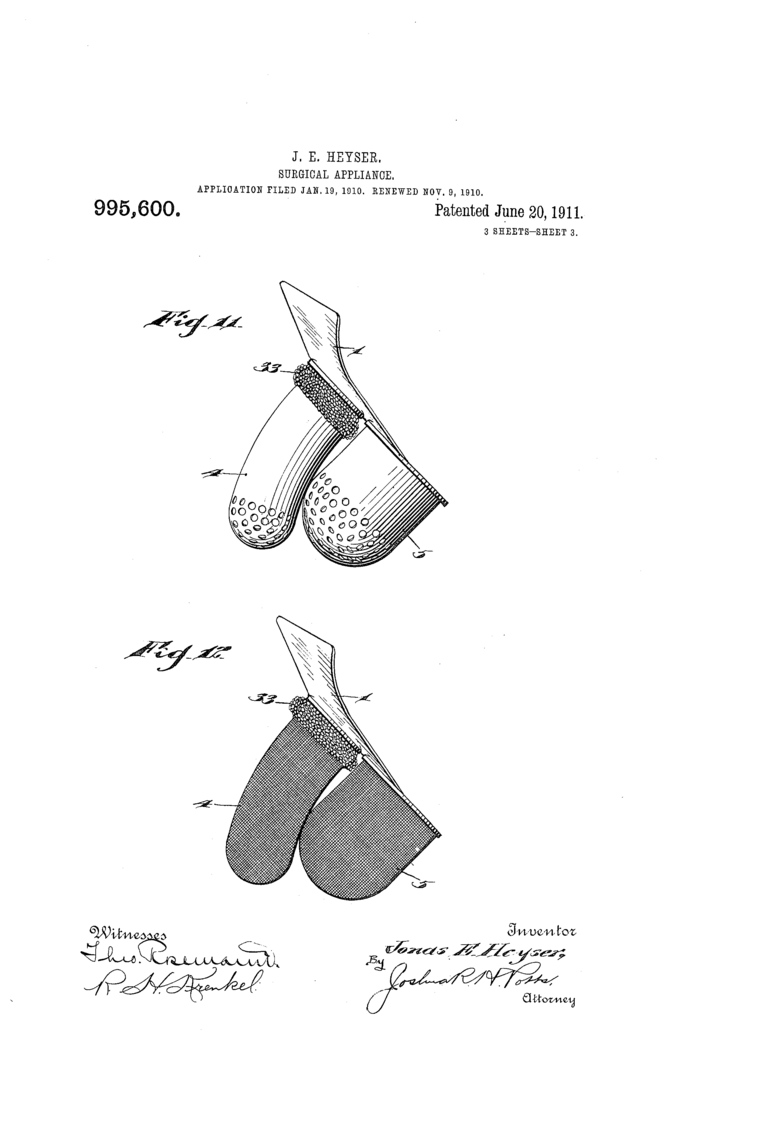
Uzamykatelný pás proti onanii chlapců.
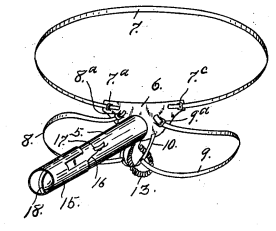
Elektrický přístroj proti chlapecké masturbaci Alberta V. Todda z roku 1903. Obsahuje ostny, elektrické šoky a výstražný zvonek, kterým chlapce odnaučuje erekci.